# Sphaerelictis dorothea
Sphaerelictis dorothea är en fjärilsart som beskrevs av Edward Meyrick 1924. Sphaerelictis dorothea ingår i släktet Sphaerelictis och familjen plattmalar. Inga underarter finns listade i Catalogue of Life.